# Sugarloaf (Band)
Sugarloaf war eine aus Denver, Colorado stammende Rockband, die von 1969 bis 1975 agierte. Ihr Musikstil war Psychedelic Rock. Der Leadsänger war Jerry Corbetta.

## Geschichte
Die Band wurde ursprünglich unter dem Namen Chocolate Hair gegründet. Als sie ihren ersten Plattenvertrag bekam, benannte sie sich nach dem Berg Sugarloaf Mountain bei Boulder in Colorado.
Die Band wurde vor allem durch zwei Top-10-Hits aus den US-Singlecharts bekannt: Green-Eyed Lady aus dem Herbst 1970 und Don't Call Us, We'll Call You aus dem Jahre 1975. Andere Songs, die in die Billboard Hot 100 kamen, waren Mother Nature's Wine (1971), Tongue in Cheek (1971) und Stars In Our Eyes (1976). 
Das 1975er Album Don't Call US, We'll Call You war eine Wiederveröffentlichung ihres 1973er Albums I Got A Song, bei dem einer der älteren Tracks durch den Titelsong ihres späteren Albums ersetzt wurde und zur Hitsingle wurde.
Der Song Don't Call us, we'll call you ist vor allem deshalb bemerkenswert, weil er eine ironische Reaktion auf die Verwehrung eines Plattenvertrages seitens der Firma CBS Records enthält. Am Anfang und am Ende des Songs ist die Tonwahl-Melodie einer geheimen Insider-Nummer von CBS Records zu hören. Außerdem werden in diesem Lied sowohl ein Sample des Beatles-Songs I Feel Fine als auch vom Stevie-Wonder-Song Superstition verwendet. 
Nach der Auflösung von Sugarloaf spielte Jerry Corbetta bei den Gruppen Wild Cherry, die mit Play That Funky Music einen Nummer-eins-Hit hatten und Disco-Tex and His Sex-O-Lettes, die sich mit Get Dancing in den Charts platzieren konnten. 1980 wurde Corbetta Mitglied bei The Four Seasons. Heute spielt er bei der Gruppe Classic Rock All Stars.

## Mitglieder
- Jerry Corbetta – Keyboards, Gesang, Celesta, Röhrenglocken
- Bob Webber – Gitarre, Dobro, Gesang
- Bob Raymond – Bass-Gitarre, Gesang
- Bob Mac Vittie – Schlagzeug
- Robert Yeazel – Gitarre, Gesang, Mundharmonika

## Diskografie

### Alben
| Jahr | Titel                         | Höchstplatzierung, Gesamtwochen, AuszeichnungChartsChartplatzierungen (Jahr, Titel, Platzierungen, Wochen, Auszeichnungen, Anmerkungen) | Anmerkungen |
| Jahr | Titel                         | US | Anmerkungen |
| ---- | ----------------------------- | --- | ----------- |
| 1970 | Sugarloaf                     | US24 (29 Wo.)US |             |
| 1971 | Spaceship Earth               | US111 (9 Wo.)US |             |
| 1975 | Don’t Call Us, We’ll Call You | US152 (6 Wo.)US |             |

Weitere Alben
- 1973: I Got A Song

### Singles
| Jahr | Titel Album                          | Höchstplatzierung, Gesamtwochen, AuszeichnungChartsChartplatzierungen (Jahr, Titel, Album, Platzierungen, Wochen, Auszeichnungen, Anmerkungen) | Anmerkungen                               |
| Jahr | Titel Album                          | US | Anmerkungen                               |
| ---- | ------------------------------------ | --- | ----------------------------------------- |
| 1970 | Green-Eyed Lady Sugarloaf            | US3 (17 Wo.)US | Liberty Records                           |
| 1971 | Tongue in Cheek Spaceship Earth      | US55 (8 Wo.)US | Liberty Records 56218 B-Seite: Woman      |
| 1971 | Mother Nature’s Wine Spaceship Earth | US88 (3 Wo.)US | United Artists 50784 B-Seite: Chest Fever |
| 1974 | Don’t Call Us, We’ll Call You        | US9 (21 Wo.)US | Claridge 402 B-Seite: Texas Two Lane      |
| 1975 | Stars in My Eyes                     | US87 (6 Wo.)US | Claridge 405                              |

Weitere Singles
- 1973: Round and Round / Colorado Jones (Brut 805)
- 1975: I Got a Song